# Shlomo Lewin

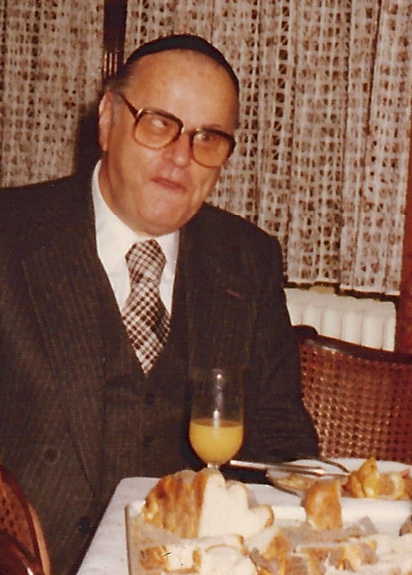
Rabbi Shlomo Lewin (Herbst 1978)

Shlomo Lewin oder Levin (geboren 13. Mai 1911 in Jerusalem; gestorben 19. Dezember 1980 in Erlangen) war ein deutscher Rabbiner und Verleger. Er war Vertreter der Gesellschaft für christlich-jüdische Zusammenarbeit und aktiver Antifaschist. Der Neonazi Uwe Behrendt, ein Mitglied der neonazistischen Wehrsportgruppe Hoffmann, erschoss Lewin und dessen Lebensgefährtin Frida Poeschke in deren Wohnhaus in Erlangen aus antisemitischen Motiven.

## Leben
Shlomo Lewin wurde als Sohn des Rabbiners David Lewin in Jerusalem geboren. 1912 wurde sein Vater zum Rabbiner der Synagoge im damals preußischen Posen berufen. Dort wuchs Shlomo auf. Im Ersten Weltkrieg ab 1914 diente sein Vater als Feldrabbiner im deutschen Heer. Daraufhin erhielt die Familie die deutsche Staatsangehörigkeit. Der Vater starb an einer Kriegsverletzung. Danach zog die Mutter mit ihren Kindern nach Breslau. Dort besuchte Lewin die Oberrealschule und studierte dann Religionspädagogik in Breslau und Köln. Nach dem Studienabschluss war er als  Lehrer an staatlichen Schulen im Saargebiet und als Religionslehrer in den jüdischen Gemeinden von Homburg und Waldmohr tätig.
1933 heiratete Lewin Lilly Hirsch, eine Tochter des Homburger Stadtrats Leo Hirsch. Was aus ihr nach Lewins Flucht aus Deutschland wurde, ist unbekannt. 1935 lösten die Nationalsozialisten die örtliche jüdische Schule auf. Lewin wurde kurzzeitig in Schutzhaft genommen und floh ins Elsaß. Um auch in Frankreich das Lehramt ausüben zu können, studierte er zwei Semester an der Sorbonne in Paris. Ende 1938 zog er in das Britische Mandatsgebiet Palästina. Ab dem Zweiten Weltkrieg schloss er sich der British Army in Palästina an. Nach dem Krieg kämpfte er bis 1948 in einer Einheit der Hagana für die Gründung des Staates Israel. Danach gründete er das Geologische Institut in Jerusalem mit und leitete später im Handelsministerium Israels die Abteilung für Leichtindustrie.
1960 kam Lewin nach Deutschland zurück und gründete mit Hans Lamm, der die Israelitische Kultusgemeinde München und Oberbayern leitete, den Judaica-Verlag Ner Tamid („Ewiges Licht“). Nach einem Umzug nach Frankfurt am Main leitete er den Verlag allein. 1964 zog er nach Erlangen. Dort lernte er Frida Poeschke kennen, die Witwe des früheren Erlanger Oberbürgermeisters Michael Poeschke. Sie wurde seine Lebensgefährtin, die ihn bei der Verlagsarbeit unterstützte und sich als evangelische Christin mit ihm für den jüdisch-christlichen Dialog engagierte. Von 1975 bis zu seinem Tod 1980 führte Lewin die Gesellschaft für christlich-jüdische Zusammenarbeit in Franken. Darin setzte er sich für die Aussöhnung zwischen Juden und Christen ein und warb um Verständnis für das Judentum. Seit 1978 organisierte er die jährliche „Woche der Brüderlichkeit“ in Erlangen.
1976 erhielt Lewin für seine Verdienste um deutsch-jüdische Verständigung und deutsch-israelischen Jugendaustausch das Verdienstkreuz 1. Klasse der Bundesrepublik. Vier Jahre lang war er im Gemeindevorstand der Israelitischen Kultusgemeinde Nürnberg tätig. 1977 wurde er für zwei Jahre zu deren Vorsitzenden gewählt. 1979 verweigerte der Gemeindevorstand ihm nach seinem Rechenschaftsbericht die Entlastung. Daraufhin erklärte er spontan seinen Austritt aus der Gemeinde. Diese wählte seinen Vorgänger Arno Hamburger, mit dem er über Finanzangelegenheiten im Streit lag, erneut zum Vorsitzenden.
Als Neonazis im Sommer 1977 in Nürnberg einen „Auschwitz-Kongress“ von Holocaustleugnern planten und bundesweit dazu einluden, gründete sich ein Antifaschistisches Aktionsbündnis dagegen. Lewin und seine Gemeinde beteiligten sich daran, ebenso die SPD, Gewerkschaften, die Falken, die Naturfreundejugend Deutschlands und die Russell-Initiative. Bei der Protestkundgebung des Bündnisses am 6. August 1977, dem Tag jenes Leugnertreffens,  hielt Lewin die Hauptrede. Vor einem Banner mit der Aufschrift „Nazis raus aus Nürnberg!“ auf dem Nürnberger Rathausmarkt warnte er eindringlich vor dem Rechtsextremismus in der Bundesrepublik Deutschland und rief zu breiter gesellschaftlicher Solidarität dagegen auf. Er spreche als deutscher Jude im Namen der Kultusgemeinde:

„…weil die Erfahrung gerade uns Juden gelehrt hat, wie gefährlich, wie vernichtend solche Kongresse, solche Versuche, das Recht zu untergraben, für uns und ganz Deutschland werden können. Wir sind dezimiert worden, hier in Nürnberg von einer Gemeinde mit etwa 10.000 Mitgliedern haben wir heute noch 340 Mitglieder, und das wird uns zum Nachteil angesehen. Zum Nachteil nicht nur von diesen Faschisten, sondern auch von den Behörden. Wir sind eben zu klein, so heißt es manchmal, dass man uns die nötige Aufmerksamkeit schenkt. Aber lassen Sie mich betonen, liebe Nürnberger, wir als Juden sind Deutsche und wollen dasselbe Recht genießen wie alle anderen. […] Wir wollen mit Euch allen, die Ihr mit uns kämpfen wollt, gegen den Faschismus zusammenarbeiten und Seite an Seite neben und beieinander stehen, um das zu erreichen, was wir uns zum Ziel gesetzt haben, nämlich die Vernichtung des Faschismus. Wir haben das Fürchten verlernt, wir wollen mit in die vordersten Reihen gehen, um denen, die die Juden zu Millionen vernichtet haben, die Wahrheit ins Gesicht zu schreien, damit sie nie wieder den Mut, von einer Auschwitz-Lüge zu sprechen, diesen Mut nie wieder haben sollen.“

Dann schilderte er den Alltag der Vernichtungslager, der dorthin deportierten und todgeweihten Zwangsarbeiter und der als arbeitsunfähig selektierten und sofort in den Gaskammern ermordeten Alten und Kinder, die Vernichtung durch Arbeit und Mangelernährung, die medizinischen Menschenversuche und den quälenden Geruch verbrannter Leichen. Er nannte zwei für ihn denkbare Motive der Holocaustleugner:

„Der eine ist das Schuldgefühl, das noch in ihnen sitzt. Und der zweite Grund ist, dass sie Deutschland, unser Land isolieren wollen, um dieses Land wieder in die Krise hineinzutreiben. […] Wir haben uns aus dem Dreck des Hitler-Regimes herausgearbeitet, sind heute zu einem demokratischen Staat geworden und diese – Mörder – , möchte ich beinahe sagen, wollen uns wieder hineinschlittern in eine Isolation. […] Also, liebe Bürger, wir dürfen ihnen nicht die Gelegenheit geben, ihre Lügen weiterzuverbreiten. Wir müssen sie mundtot machen. Wir wollen keine körperliche Gewalt. Das wollen wir nicht. Aber wir wollen die Macht unserer Solidarität. Nur dadurch können wir erreichen, dass diese unwürdigen Geschöpfe aus unserer Mitte endlich zum Schweigen und zur Erfolglosigkeit gebracht werden. Es gibt für uns nur einen einzigen Ruf: Wehret diesen Anfängen, damit wir nicht wieder einen Faschismus in unserem demokratischen Deutschland bekommen.“

Als bleibende antifaschistische Aufgabe von Politik und Gesellschaft hielt er fest:

„Wir müssen versuchen, diese Menschen aufzuspüren, wo immer sie sind, um sie hinauszudrängen. Sie müssen in die Isolation gehen. Sie müssen geschändet und geächtet werden. Wir müssen sie entdecken, wir müssen sie enthüllen. Wir müssen ihre Schandtaten und ihre Lügen […] aufzeigen. Die Menschen müssen aufwachen und sehen, welche Gefahr […] von diesen Faschisten wieder auf uns zukommt. [...] Wir müssen ihnen das Handwerk legen.“

Zudem organisierte Lewin als Vorsitzender der Gesellschaft für christlich-jüdische Zusammenarbeit eine öffentliche Podiumsdiskussion zum Thema „Neonazistische Umtriebe – Was sollen wir dagegen tun?“. Dort diskutierte er mit Günther Beckstein (CSU), Friedrich Sponsel (SPD, damals Bürgermeister Erlangens) und einem katholischen Monsignore. Das Publikum warb unter dem Motto „Nazis raus aus Ermreuth“ für die Verbannung der Wehrsportgruppe Hoffmann (WSG) aus ihrem damaligen Hauptsitz. Lewin beteiligte sich an der folgenden Demonstration in Ermreuth. Mit seinem Engagement machte er in einem bürgerlichen Rahmen auf das Problem des Neonazismus aufmerksam. Damit wurde er für rechtsextreme Gruppen der Region zur Gefahr.
In seinen letzten Lebensmonaten arbeitete Lewin daran, die Israelitische Kultusgemeinde (IKG) in seinem Wohnort Erlangen zu etablieren. Dies war für ihn ein weiterer Schritt zur Aussöhnung von Juden und Nichtjuden.

## Ermordung
Im August 1977 zeichneten Neonazis Lewins engagierte Nürnberger Rede auf, fotografierten ihn und überbrachten Redeprotokoll und Fotos dem Organisator des Holocaustleugnertreffens Klaus Hüscher, der sie an den WSG-Gründer Karl-Heinz Hoffmann weitergab. Dieser verteilte in Ermreuth Flugblätter gegen Antifaschisten wie Lewin und drohte öffentlich, seine Anhänger würden „offen und heimlich fotografieren, um zu sehen, wer sich mit Linksradikalen einlässt. Ganz sicher werden wir dann daraus unsere Konsequenzen ziehen.“ Lewin erhielt von Unbekannten schriftliche und telefonische Morddrohungen.
Im Dezember 1977 veröffentlichte die italienische Illustrierte Oggi eine ausführliche Fotoreportage über die WSG und stellte Lewin als Gegenspieler Hoffmanns dar. Ein Portraitfoto zeigte Lewin, der damals gerade Vorsitzender der Nürnberger Kultusgemeinde geworden war, mit einer Kippa auf dem Kopf vor einem Tora-Schrein, der mit einer blauen Decke mit Davidstern bedeckt war. Der Begleittext stellte Lewin als in Palästina geborenen ehemaligen Mathematiklehrer vor, der in den 1930er Jahren in Deutschland gelebt, die Judenverfolgung der Nazis überstanden und dann im Palästinakrieg als Major im Stab von Mosche Dajan für Israel, gegen Ägypter und Palästinenser gekämpft habe.
In der Ausgabe der WSG-Zeitschrift Kommando vom März 1979 nannte Hoffmann Lewin namentlich und diffamierte ihn mit antisemitischen Stereotypen als angeblich Schuldigen daran, dass die Synagoge in Erlangen angeblich verwahrlost sei. Ab Februar 1980 verlegte Hoffmann die inzwischen verbotene WSG in ein Ausbildungslager der PLO im Libanon. Im Mai 1980 zeigte er den PLO-Führern dort die Oggi-Reportage, um sich als Kämpfer gegen Zionismus und Judentum darzustellen. Nach dem Oktoberfestattentat vom 26. September 1980, das ein früheres WSG-Mitglied beging, erfand Hoffmann im Libanon eine antisemitische Verschwörungstheorie: Der israelische Geheimdienst Mossad habe das Attentat geplant und ausgeführt, um die Zusammenarbeit der WSG mit der PLO zu zerstören, ihn, Hoffmann, als Rechtsextremisten zu brandmarken und auszuschalten. Diese Theorie kursierte als schriftliches Pamphlet in der WSG.
Hoffmanns engster Mitarbeiter und Mitbewohner war der Neonazi Uwe Behrendt. Nach den später gesicherten Spuren näherte er sich am 19. Dezember 1980, einem Freitag, gegen 19:00 Uhr dem Haus in der Ebrardstraße 20 in Erlangen durch dessen Garten. Als er Lewin und Poeschke durch das Wohnzimmerfenster sah, ging er zum Eingang und klingelte an der Haustür. Als Lewin öffnete, erschoss er ihn direkt mit einer schallgedämpften Maschinenpistole. Danach erschoss er Frida Poeschke, die auf den Flur gekommen war. Er schoss je dreimal auf den Rumpf der beiden; nachdem sie zu Boden gefallen waren, tötete er sie mit einem gezielten Kopfschuss endgültig. Da er nichts anfasste und mitnahm, aber ein Bruchstück des Schalldämpfers seiner Waffe und eine Sonnenbrille am Tatort ließ, nahmen die Ermittler eine Hinrichtung durch einen Amateur an. Die Brille war in Heroldsberg hergestellt worden, dem früheren Wohnsitz Hoffmanns und Hauptsitz der WSG. Auf diese deutete auch die zeitweise Verlötung der Mordwaffe, die sich anhand der Patronenhülsen feststellen ließ. Jedoch suchten die Ermittler den oder die Täter fünf Monate lang im Umfeld des Opfers Lewin. Von Beginn an gaben sie angebliche Ungereimtheiten seiner Biografie an die Medien weiter.

## Verleumdungen und Ermittlungsfehler
Am Tatabend zitierte ein Journalist einer Nachrichtenagentur ungenannte „informierte Kreise“: Sie vermuteten, Lewin sei ein Agent gewesen. Die Erlanger Nachrichten (heute Lokalteil der Nürnberger Nachrichten) erschienen am 20. Dezember 1980 mit der Titelschlagzeile „Ex-Adjutant Mosche Dajans hingerichtet“ und legten damit eine Kriegshandlung in Nahost nahe. Die französische Zeitung Le Monde erhielt am Tatabend von der deutschen Polizei die Falschangabe, Lewin habe sich als Adjutant Dajans im Yom-Kippur-Krieg von 1973 ausgegeben. Daraufhin bezeichneten zwei Medienberichte in Israel Lewin als „Hochstapler“. Tatsächlich hatte er biografisch nie vom Yom-Kippur-Krieg gesprochen. Gleichwohl behaupteten die  Nürnberger Nachrichten am 22. Dezember 1980 unter dem Titel „Viele Fragezeichen im Leben des Shlomo Lewin“, es werde über „Ungereimtheiten seiner schillernden Vergangenheit gerätselt“. Lewin habe sich als „persönlicher Adjutant Dajans“ ausgegeben, der sich daran nicht erinnern könne. Es gebe Gerüchte, Lewin sei im „Nebenberuf“ Mitarbeiter des Mossad gewesen. Dass Dajan davon nichts wissen wolle, passe dazu: „Eine solche ‚Ableugnung‘ von Agenten sei eben bei Nachrichtendiensten üblich.“ Am 23. Dezember 1980 behauptete die Nürnberger Zeitung mit Berufung auf die israelischen Zeitungen, ein ungenannter ehemaliger Mossadagent habe Lewins Agententätigkeit dementiert. Der Autor legte einen Fememord aus Agentenkreisen nahe und setzte den Ermordeten herab: „Wenn Neonazis oder Palästinenser eine maßgebliche jüdische Persönlichkeit der Bundesrepublik für einen Fememord ausgesucht hätten, so gäbe es wichtigere und einflussreichere als Lewin.“ Kein Medienbericht verwies auf Lewins öffentliches Auftreten gegen Neonazis, namentlich die WSG, aus der der Täter kam.
Am 22. Dezember 1980 stellte Israels Regierung klar, dass Lewin weder Mossadagent noch Adjutant des Verteidigungsministers gewesen war. Nun spekulierten die Erlanger Nachrichten mit Berufung auf ungenannte Ermittler, orthodoxe Juden könnten hinter dem Mord stecken, weil Lewin mit einer Christin zusammengelebt hatte. Die Ermittler hatten anfangs Lewins Geburtsjahr 1911 mit dem Jahr seiner Einbürgerung 1914 verwechselt und ihren eigenen Fehler Lewin angelastet: In seiner undurchsichtigen Biografie sei sogar sein Alter unklar, und „seine Familie in Israel“ habe wenig zur Klärung beigetragen. Die an die Medien durchgesteckten Falschmeldungen bewirkten sofort antisemitische Reaktionen. So erhielt Erlangens Oberbürgermeister am 20. Dezember 1980 einen Hassbrief, der das Mordopfer unter dem Betreff „Gekillerter Israeli, samt Hure“ wüst beschimpfte und ihm die deutsche Staatsbürgerschaft absprach. Am selben Tag erhielt der Shoa-Überlebende Arno Hamburger drei anonyme Morddrohungen am Telefon. Ein Anrufer bepöbelte ihn als „Du verfluchte Judensau“. Statt den Bedrohten zu schützen, verhörte das LKA Bayern Hamburger dann als Verdächtigen.
Bei der Trauerfeier am 25. Dezember 1980 verhörten Polizeibeamte viele Trauergäste, darunter den Kantor Baruch Grabowski, den Trauzeugen und Shoa-Überlebenden Josef Jakubowicz und seinen Sohn. Sie nahmen Henry Majngarten, den Vorsitzenden des lokalen jüdischen Fußballclubs, an seinem Arbeitsplatz fest. Die Ermittler unter Oberstaatsanwalt Rudolf Brunner mutmaßten, die Mordopfer könnten andere Juden mit Kenntnis von Straftaten erpresst haben. Es könne um „finanzielle Unregelmäßigkeiten“ in der jüdischen Gemeinde gegangen sein. In der Annahme, Lewin habe „kompromittierendes Material gesammelt oder aufbewahrt“, durchsuchten sie den Keller seiner Wohnung. Statt vermutete „wertvolle Hinweise auf den möglichen Täterkreis“ fanden sie dort nur reguläre Karteien für Lewins Kleinverlag Ner Tamid. Trotzdem hielten sie die Annahme eines jüdischen Mordkomplotts fest und verwiesen im Zwischenbericht vom Januar 1981 auf „seit Jahren bestehende Spannungen“ in der Kultusgemeinde. Auf Nachfrage von Israels Regierung zum Ermittlungsstand antwortete die Staatsanwaltschaft Nürnberg, man halte weiter persönliche wie politische Motive für möglich, „Tendenz: persönliche Motive“. Sie verschickte eine Tabelle an alle Landeskriminalämter, die Lewins Partnerschaften, eine Scheidung, eine zweite Ehe in Israel und ein uneheliches Kind vermerkte. Am 8. Januar 1981 behauptete Brunner  gegenüber der Nachrichtenagentur Deutscher Depeschendienst (ddp), Lewin habe einen „bunten Lebenslauf“ gehabt, und verdächtigte seine israelische Ehefrau: Zwischen ihr und Lewin habe „ein tiefgreifender Hass“ bestanden. Der ddp gab dies bundesweit weiter. Bis dahin hatten die Ermittler keine Analyse zur örtlichen Neonaziszene erstellt.
Zwar gehörte das Überprüfen möglicher Mordmotive im Opferumfeld nach dem früheren Streit in der jüdischen Gemeinde zur Routine der Ermittler, wurde aber zu einer monatelangen Fixierung. Sofort nach seiner Ermordung diskreditierten Polizei und Medien Lewin gemeinsam, lenkten die Ermittlungen in die falsche Richtung und beschädigten die gesellschaftliche Solidarisierung mit dem jüdischen Opfer eines rechtsextremen Mordes. Zugleich vernachlässigten die Ermittler die Spur der Sonnenbrille, deren Herstellungsort seit dem 22. Dezember 1980 bekannt war und zu den benachbarten Neonazis geführt hätte. Erst im Mai 1981 fragten sie beim Heroldsberger Hersteller nach Käufern dieses Brillenmodells und fanden rasch heraus, dass Hoffmanns Freundin Franziska Birkmann es gekauft hatte. Bis dahin hatte Behrendt Deutschland verlassen und konnte nicht mehr zu Tatmotiven, Mittätern und Opferauswahl befragt werden. Im Ergebnis ließ sich Hoffmann keine Beteiligung an dem Mord nachweisen.
Im November 1984 bewertete Hans-Wolfgang Sternsdorff, Redakteur der Zeitschrift Der Spiegel, dies als direkte Folge der Ermittlungsfehler: „Es hat den Anschein, als seien die Ermittler in diesem Mordfall mit Blindheit geschlagen gewesen. Noch über Monate hinweg suchte die Polizei den Lewin-Mörder keineswegs im Spektrum von Rechtsaußen, sondern unter Angehörigen der jüdischen Gemeinde.“ Die Ermittler erklärten dazu später, sie hätten erst viele andere Käufer des Heroldsberger Brillenmodells als Täter ausschließen müssen, bis sie die Besitzerin fanden. Klar war, dass der Mörder zur WSG gehört hatte, ein enger Mitarbeiter deren Gründers Karl-Heinz Hoffmann gewesen war und den Mord aus antisemitischem Menschenhass begangen hatte.

## Strafprozess
Am Tatabend kehrte Behrendt zu Hoffmann nach Ermreuth zurück. Dieser beseitigte alle Spuren zur Tatwaffe und zum Täter aus seinem Haus, warnte Franziska Birkmann vor kommenden Polizeiverhören, besorgte sich und ihr ein Alibi für die Tatzeit, befahl Behrendt die Flucht in den Libanon und bezahlte sein Flugticket. Am 25. Dezember 1980 reiste er selbst in das PLO-Lager und beförderte Behrendt dort zum „Oberstleutnant“, der die Übungen leiten sollte. Im April 1981 kehrte er nach Deutschland zurück. Am 16. Juni 1981 wurde er kurz vor seinem erneuten Abflug in den Libanon festgenommen. In seiner zweiten Vernehmung behauptete er, Behrendt habe ihm den Doppelmord am Tatabend gestanden und diesen aus eigenem Antrieb, allein und ohne seine Kenntnis begangen. Als Motiv habe Behrendt genannt: „Ja, Chef, ich hab's ja auch für Sie getan“, als „Rache“ für das Oktoberfestattentat, weil dieses Hoffmann angelastet worden sei.
Laut einem Abschiedsbrief an seine Angehörigen beging Behrendt im September 1981 im Libanon Suizid. Erst 1983 erfuhr das LKA Bayern von anderen aus dem Libanon zurückgekehrten WSG-Mitgliedern von seinem Tod. Zwei von ihnen, Hans-Peter Fraas und Alfred Keeß, sagten aus, Hoffmann habe sie für einen Mord an einem Juden anzuwerben versucht. Keeß bezeugte zudem, Behrendt habe der WSG im Libanon seinen Doppelmord gestanden. Im August 1984 ließ das LKA  Behrendts Leichnam exhumieren und obduzieren.
Am 12. September 1984 wurden Hoffmann und Birkmann vor dem Landgericht Nürnberg-Fürth angeklagt, zunächst wegen Anstiftung oder Beihilfe zum Mord. Das Landgericht bewertete Hoffmanns Spurenverwischung und Fluchthilfe nicht als Strafvereitelung, sondern gemäß seiner Eigenaussage als Selbstschutz. Es hielt auch für möglich, dass Behrendt die Tatwaffe aus Hoffmanns Besitz und die Brille seiner Lebensgefährtin unbemerkt genommen und den gleichen Schalldämpfer, den er zuvor mit Hoffmann gebaut hatte, allein nachgebaut habe. Obwohl Hoffmann vor Gericht dieselbe antisemitische Theorie vertrat, die er zuvor schriftlich verfasst hatte, prüfte das Gericht nicht, woher Behrendt sein antisemitisches Tatmotiv hatte. 1986 sprach es Hoffmann und Birkmann von allen den Doppelmord betreffenden Anklagepunkten frei und legte den toten Behrendt als Alleintäter fest.
Danach blieb die von Lewin angestrebte Gründung der Israelitischen Kultusgemeinde in Erlangen aus. Bis heute ist die Tat nicht vollständig aufgeklärt. Das Bundesamt für Verfassungsschutz verweigert immer noch die Freigabe von Akten, da die Einsichtnahme in diese Unterlagen „das Wohl der Bundesrepublik Deutschland“ gefährde. Im August 2023 wurde ein V-Mann-Bericht zu möglichen Mordvorbereitungen bekannt: Frank Lippert hatte am 13. Dezember 1980 bei einem Besuch auf Schloss Ermreuth beobachtet, dass Hoffmann, Birkmann und Berendt Metallstücke zurechtsägten, eventuell für den Schalldämpfer, der sechs Tage später beim Erlanger Doppelmord verwendet wurde, oder für eine Rohrbombe.

## Gedenken

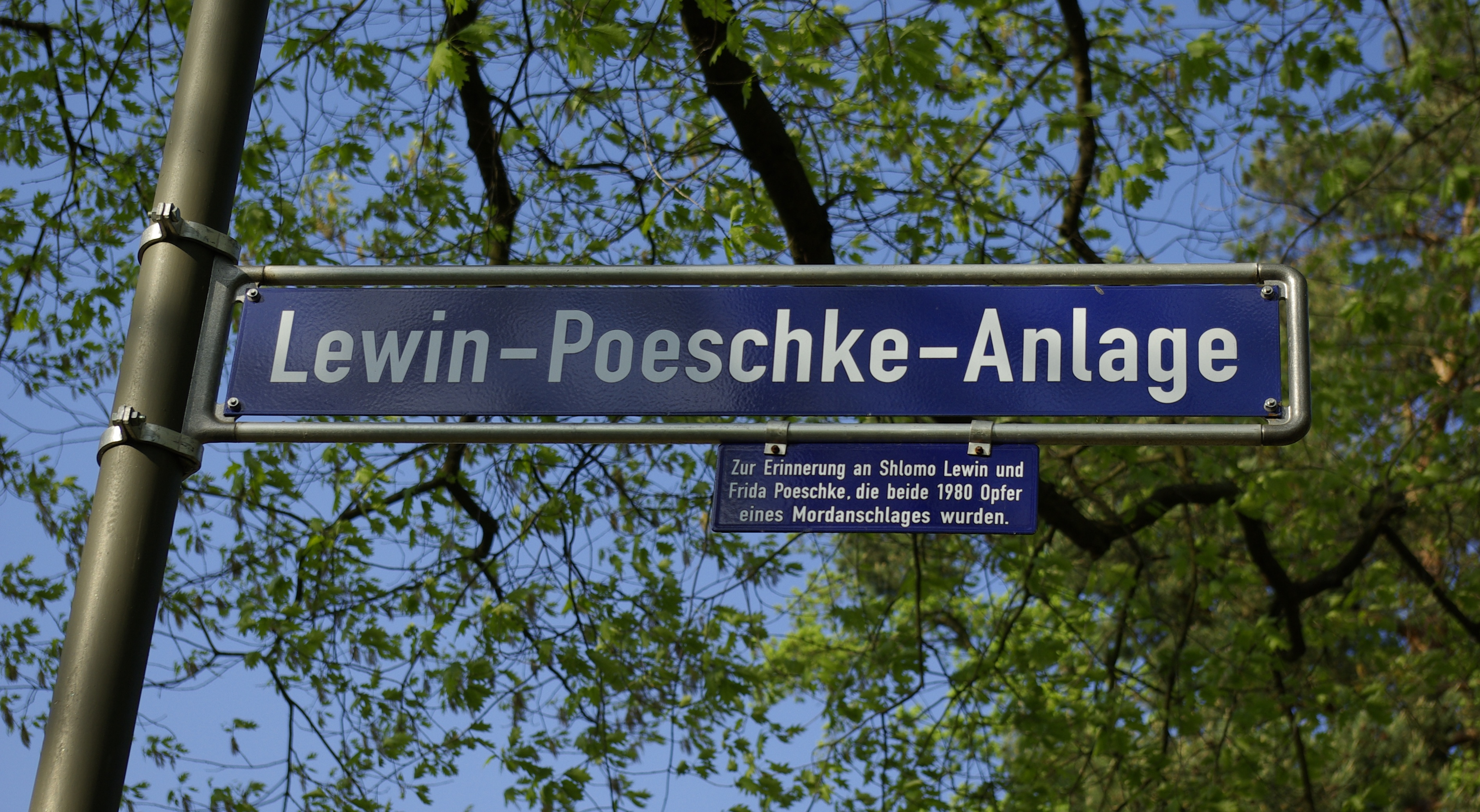
Straßenschild an der Lewin-Poeschke-Anlage in Erlangen

Neonazis hatten den jüdischen Friedhof in Fürth 1960, 1964 und 1978 geschändet, zahlreiche Grabsteine umgestoßen und andere mit NS-Parolen beschmiert. Lewin hatte nicht testamentarisch festgelegt, wo er begraben werden wollte. Darum entschied die Jüdische Gemeinde, ihn in Deutschland zu betrauern, aber in Israel zu bestatten. Bei der Trauerfeier am 25. Dezember 1980 in Fürth sagte Lewins Vetter Arie Frankenthal: Eine „mörderische Hand“ habe Lewin getötet, die „sogar nach dem schrecklichen körperlichen Tod auch seine geistige Ermordung, durch die negative Darstellung seiner Person in der Presse, herbeiführen will“. Dadurch werde „auch das Blut seiner Kinder vergossen“. Die Inschrift auf Lewins Grabstein in Haifa lautet: „Hier ruht unser teurer Rabbi Shlomo Salman Lewin, Sohn des Rabbi David Eliahu, ermordet von Händen von Bösewichten. Gott wird sein Blut rächen“.
Die Verleumdung des Mordopfers und die Einstufung des Mörders als Einzeltäter trugen dazu bei, dass Lewin und der Doppelmord von Erlangen weithin vergessen wurden. Zum zehnten Todestag Lewins 1990 schrieben die Erlanger Nachrichten, der Doppelmord sei „bis heute nicht geklärt“, erwähnten Rechtsradikale und Antisemitismus dabei jedoch mit keinem Wort.
Am 15. Dezember 2010 wurde eine Grünanlage am Erlanger Bürgermeistersteg zwischen Ebrardstraße und dem Fluss Schwabach in „Lewin-Poeschke-Anlage“ umbenannt, um an die Mordopfer zu erinnern. Von dort führt eine kleine Allee zu dem Haus, in dem Lewin und Poeschke ermordet wurden. An der Homburger Schule erinnert nichts an den früheren Lehrer. Seit 2010 veranstalten antifaschistische Initiativen jeweils am 19. Dezember eine Gedenkkundgebung in Erlangen. Seit 2019 wird diese von der Initiative Kritisches Gedenken Erlangen organisiert.
Der Doppelmord gilt heute als einer der schlimmsten politischen Morde der bundesdeutschen Nachkriegsgeschichte und als „Trauma von Erlangen“, einer liberalen und studentisch geprägten Stadt. Der Investigativjournalist Ulrich Chaussy bezeichnet die von Ermittlern und Medien kolportierten Gerüchte zu Lewin als „posthumen Rufmord“. In seinem Buch zu antisemitischen Morden und Gewalttaten in der Bundesrepublik (2020) verglich der aus Erlangen stammende Jurist Ronen Steinke die damaligen Ermittlungsmethoden und -schwerpunkte der Behörden mit dem „entsetzlichen Umgang der Ermittler mit den Opfern der Neonazi-Bande“ Nationalsozialistischer Untergrund (NSU). In beiden Fällen hätten die Ermittler vor allem die Opfer und deren Umfeld verdächtigt und die Ermordeten als Menschen hingestellt, „die von ihren angeblichen dunklen Geheimnissen eingeholt worden seien“. Gerade in Nürnberg, wo drei der NSU-Morde stattfanden, hätten die Behörden, so sein Fazit, durchaus bereits aus dem Fall Lewin die richtigen Lehren und Konsequenzen ziehen können und müssen.

## Weiterführende Informationen